# Tupaia chrysogaster
Tupaia chrysogaster é uma espécie de mamífero arborícola da família Tupaiidae. Endêmica das ilhas Mentawai, na Indonésia, onde é encontrada nas ilhas Pagai Norte, Pagai Sul e Sipora.